# Kamloops Lake
Der Kamloops Lake ist ein See in der kanadischen Provinz British Columbia, westlich der Rocky Mountains. 

## Lage
Der Kamloops Lake wird vom Thompson River in westlicher Richtung durchflossen. Er befindet sich westlich der Stadt Kamloops. Der 52 km² große See ist 1,6 Kilometer breit, 29 Kilometer lang und bis zu 152 Meter tief. Am westlichen Ende des Sees liegt die Siedlung Savona.